# 올세인츠 (브랜드)
올세인츠(영어: AllSaints)는 의류와 신발, 핸드백, 악세사리 등을 판매하는 영국의 패션 브랜드이다. 라이온 캐피탈(Lion Capital LLP)의 자회사이며, 전세계에 148개 매장을 운영하고 있다.

## 역사
스튜어트 트레버와 케이트 볼론가로에 의해 1994년 설립되었으며, 초창기 하비 니콜스(Harvey Nicholes) 그리고 해롯(Harrods)과 같은 하이앤드 리테일러에게 독점 판매하는 홀세일 남성복 브랜드로 시작했다.
브랜드명은 런던의 길 중 하나인 올세인츠(All Saints)에서 따왔고, 첫 가게는 런던의 카네비 스트리트(Carnaby Street)에서 1997년 11월 1일 문을 열었다. 이듬해에는 여성복을 출시하였다. 2005년, 본사를 런던의 중심지 중 한곳인 이스트 런던으로 이전하였고, 로고인 램스컬(Ramskull)을 내놓았다. 2006년에는 글로벌 온라인 사이트를 열고, 2008년 파리와 암스테르담을 시작으로 전 세계로 사업을 확장하였다.
이후 자금난을 겪던 회사의 주식 76%를 2011년 4월, 린든 리아(Lyndon Lea)가 소유하고 있는 영국 라이온 캐피탈(Lion Capital LLP)에서 1억 5백만 파운드(£)에 인수하였다.